# Sejm konwokacyjny 1573
Sejm konwokacyjny 1573 – sejm konwokacyjny I Rzeczypospolitej, został zwołany do Warszawy uniwersałem senatorów wydanym na zjeździe w Kaskach 1 listopada 1572 roku.
Sejmiki przedsejmowe odbyły się 13 grudnia 1572 roku. Każdy z sejmików miał wysłać po dwóch posłów z pełnomocnictwami do rozmów na temat zwołania elekcji oraz ustalenia jej porządku. 
Obrady sejmu konwokacyjnego trwały od 6 stycznia do 28 stycznia 1573 roku. 
Konwokacja przekształciła się w konfederację generalną, co oznaczało podejmowanie decyzji większością głosów. Na sejmie ustalono datę elekcji, zatwierdzono i ujednolicono organizację sądów kapturowych oraz nałożono podatki. Zdecydowano, że w wyborze monarchy udział mógł wziąć każdy szlachcic, przy czym nie miał on obowiązku stawienia się na elekcję. W celu zachowania pokoju religijnego w Rzeczypospolitej zredagowano akt konfederacji warszawskiej. Na sejmie konwokacyjnym ustalono również jego kompetencje, ustanawiając sejm konwokacyjny nową instytucją ustrojową powołaną do wypełniania funkcji organizacyjnych w okresie bezkrólewia. Przede wszystkim sejm konwokacyjny miał zwoływać sejmiki przedelekcyjne, a także ustalać przebieg bezkrólewia. Przyjęto porządek przeprowadzenia elekcji, jak też ustanowiono osobę interreksa w okresie bezkrólewia, ustalając na stałe, że funkcję tę będzie sprawował prymas.